# Ersan Saner
Hamza Ersan Saner (nacido en 1966) es un político turcochipriota y ex Primer Ministro de la República Turca del Norte de Chipre.

## Biografía
Desde 2009 es miembro de la Asamblea de la República, y ha desarrollado numerosos cargos ministeriales. Entre 2009 y 2010 fue Ministro de Turismo, Medio Ambiente y Cultura, entre 2010 y 2013 fue Ministro de Transporte y Obras Públicas y entre 2016 y 2018 fue Ministro de Trabajo y Seguridad Social. En octubre de 2020 asumió como vicelíder del Partido de la Unidad Nacional, y dos meses después ascendió a líder, cargo que desempeñó hasta 2021.
Se convirtió en Primer Ministro de Chipre del Norte al ser nombrado por el presidente de la República Ersin Tatar el 9 de diciembre de 2020.
Saner presentó su renuncia el 13 de octubre de 2021, continuando como Primer Ministro interino hasta que fue sucedido por Faiz Sucuoğlu.